# Albion (condado de Jackson, Wisconsin)
Albion es un pueblo ubicado en el condado de Jackson en el estado estadounidense de Wisconsin. En el Censo de 2010 tenía una población de 1.210 habitantes y una densidad poblacional de 10,21 personas por km².

## Geografía
Albion se encuentra ubicado en las coordenadas 44°17′16″N 90°58′6″O / 44.28778, -90.96833. Según la Oficina del Censo de los Estados Unidos, Albion tiene una superficie total de 118.53 km², de la cual 118.13 km² corresponden a tierra firme y (0.33%) 0.39 km² es agua.

## Demografía
Según el censo de 2010, había 1.210 personas residiendo en Albion. La densidad de población era de 10,21 hab./km². De los 1.210 habitantes, Albion estaba compuesto por el 96.03% blancos, el 0.08% eran afroamericanos, el 1.82% eran amerindios, el 0.33% eran asiáticos, el 0.08% eran isleños del Pacífico, el 0.17% eran de otras razas y el 1.49% pertenecían a dos o más razas. Del total de la población el 1.32% eran hispanos o latinos de cualquier raza.